# Sheridan County (Kansas)
Sheridan County is een county in de Amerikaanse staat Kansas. De county heeft een landoppervlakte van 2.322 km² en telt 2.813 inwoners (volkstelling 2000).
De hoofdplaats is Hoxie. Daarnaast telt Sheridan County verschillende townships, waaronder Bloomfield Township.

## Foto's

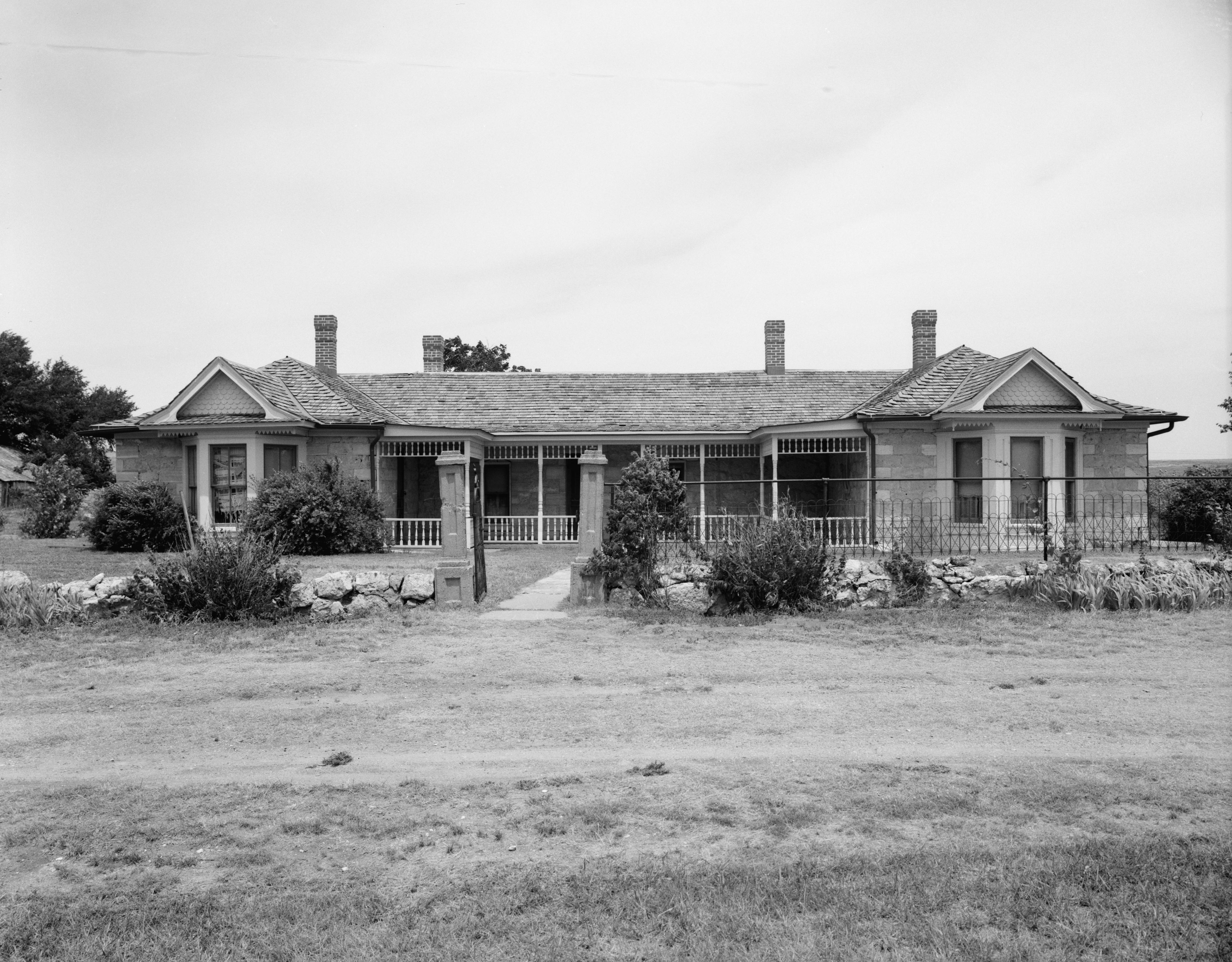
Huis van John Fenton Pratt
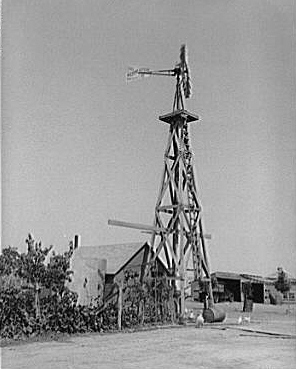
Windmolen